# Alfred von Hompesch

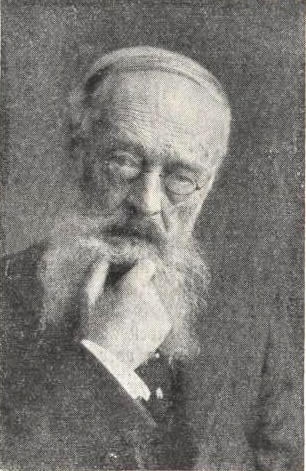
Alfred von Hompesch

Alfred von Hompesch

Alfred von Hompesch (1826–1909). Photographie von Leopold Haase & Comp., Berlin um 1877

Alfred Philipp Ludwig Polycarb Reichsgraf von Hompesch(-Rurich) (* 16. September 1826 auf Schloss Voort bei Borgloon; † 21. Januar 1909 in Berlin) war ein deutscher Großgrundbesitzer in der Rheinprovinz aus dem Adelsgeschlecht Hompesch. Er besaß das Schloss Rurich und das Rittergut Groß-Künkel bei Hilfarth im Regierungsbezirk Aachen. Über 42 Jahre saß er im Reichstag (Norddeutscher Bund) und im Reichstag (Deutsches Kaiserreich).

## Herkunft
Seine Eltern waren der preußische Kammerherr und Provinziallandtagsabgeordnete Graf Hermann von Hompesch (* 10. Januar 1797; † 3. August 1857) und dessen Ehefrau Gräfin Octavia Philippine von Arschot-Schoonhoven (* 10. Oktober 1804; † 22. November 1867). Der belgische Unternehmer Theophil von Hompesch war sein Onkel.

## Politische Laufbahn
Von Hompesch besuchte die Gymnasien in Düsseldorf, Dortmund und Aachen. Er begann an der Ruprecht-Karls-Universität Heidelberg Rechtswissenschaft zu studieren und wurde 1848 im Corps Saxo-Borussia Heidelberg aktiv. Als Inaktiver wechselte er an die Friedrich-Wilhelms-Universität zu Berlin.
In jungen Jahren war er Kammerherr der späteren Kaiserin Augusta von Sachsen-Weimar-Eisenach, der Gattin von Kaiser Wilhelm I.
Er war Kreisdeputierter im Kreis Erkelenz und wurde im Stand der Ritterschaft der Regierungsbezirke Aachen/Düsseldorf als stellvertretendes Mitglied in den Provinziallandtag der Rheinprovinz gewählt und dort 1858 als Stellvertreter einberufen. Von 1860 bis 1877 (mit Ausnahme des Jahres 1865, in dem er verhindert war) war er Abgeordneter im Provinziallandtag. Nachdem er 1879 bis 1881 erneut verhindert war, nahm er von 1882/2 bis 1888 erneut als Abgeordneter an der Landtagsberatungen teil.
Als Vertreter des Grafenverbandes der Rheinprovinz wurde er 1863 zum Mitglied des Preußischen Herrenhauses auf Lebenszeit ernannt. Er gehörte im konstituierenden und von 1867 bis 1870 im Reichstag des Norddeutschen Bundes der Fraktion der Freikonservativen Partei an. Seit 1874 vertrat er im Deutschen Reichstages den Wahlkreis 4 des Regierungsbezirkes Aachen als Mitglied der Zentrumsfraktion, deren Vorsitz er 1894 übernahm. Dem Reichstag gehörte bis zu seinem Tode im Jahre 1909 an. Im Namen der Zentrumsfraktion des Reichstages forderte er am 7. Februar 1906 die Einführung des gleichen Wahlrechts in Preußen.
Graf Hompesch starb im 83. Lebensjahr an den Folgen eines Schlaganfalls und wurde auf dem Ruricher Friedhof beerdigt. Die Traueransprache in der Berliner St. Hedwigs-Kathedrale hielt am 23. Januar 1909 sein Fraktionskollege, Domkapitular Franz Xaver Schädler:

„Seine Frömmigkeit war nicht gesucht, nicht gemacht, hatte nichts von der zu Recht verurteilten Rührseligkeit und Süßlichkeit, wie sie auch gleich weit sich entfernt hielt von Herbheit und abweisender Strenge. Sie war einfach, schlicht, kernig und gesund und zeigte sich in gewissenhafter Erfüllung seiner religiösen Pflichten.“

1873 wurde er Devotionsritter des souveränen Malteser-Ordens, später Ehrenbailli und Großkreuzträger. 1864 wurde er mit dem Ritterkreuz des Ordens vom heiligen Grabe zu Jerusalem ausgezeichnet.

## Familie
Er heiratete am 20. Januar 1855 die Deutsch-Baltin Olga von Mengden (* 18. März 1824; † 2. Januar 1902).